# Szeroka Kopa (Masyw Śnieżnika)
Szeroka Kopa (dawniej niem. Sonnerköppel, po 1945 r. również Jawornicka Kopa lub Szeroka) – góra ze szczytem na wysokości 871 m n.p.m. znajdująca się w Masywie Śnieżnika, w Sudetach, na terenie Śnieżnickiego Parku Krajobrazowego.

## Geografia i geologia
Szeroka Kopa stanowi rozległy szczyt w bocznym, zachodnim ramieniu Śnieżnika, odchodzącym na północ od Goworka. Wznosi się pomiędzy dolinami dwu rzek: na północ od Domaszkowskiego Potoku i na południe od Wilczki. W widłach tych rzek, na stokach góry występują miejscami skały gnejsowe, niektóre z okazałymi urwiskami. Zbudowana jest z gnejsów śnieżnickich należących do metamorfiku Lądka i Śnieżnika.

## Roślinność
Porasta ją dolnoreglowy las, głównie świerkowy, domieszkowany gdzieniegdzie zwartymi skupiskami buka.

## Infrastruktura
Cały masyw góry pokryty jest siecią leśnych dróg. Dawniej zachodnich stoków Szerokiej Kopy sięgały zabudowania górnej części Jaworka Górnego, po których widoczne są ślady fundamentów i ruiny kaplicy. Współcześnie tereny te stanowią ostoję zwierzyny.

## Szlaki turystyczne
- – przez Szeroka Kopę przechodzi żółty szlak turystyczny z Międzygórza na Przełęcz Puchacza i Trójmorski Wierch[1],
- – żółto znakowana trasa rowerowa prowadzi przez Szeroką Kopę z Wodospadu Wilczki do Nowej Wsi.